# Han Changhoon
 (décembre 2020).
Han Chang-hoon est un écrivain sud-coréen né en 1963.

## Biographie
Han Chang-hun es né en 1963 dans la ville portuaire de Yeosu. Il réalise ses études à l'université Hannam avec une spécialisation en développement territorial. Il fait ses débuts littéraires en 1992 avec Une ancre (Dat) qui fut publié dans un quotidien de la ville de Daejeon. 

## Œuvre
Les personnages de Han sont des êtres nostalgiques de la mer : les vagues couleurs bleu-noir, les plages aux quatre vents, les mains tannées des pêcheurs, ces images constituent le décor pour ceux qui mènent une vie difficile dans la campagne pauvre ou dans la périphérie des grandes villes. Île, je vis au bout du monde (Seom, naneun sesang-ui kkeute sanda) comporte douze histoires racontées par un homme qui vit seul sur son île : une femme décide de visiter cette île en souvenir de son premier amour ; un homme perdu en mer dérive au sud jusqu'à l'île de Jeju ; sur une plage en pleine lune, un mari un peu grossier retrouve sa femme qui s'était enfuie... Dans ces histoires, la mer n'est pas seulement un simple décor mais la manifestation de la vie. Sous son éclairage, elle révèle les secrets de l'existence. 
Han s'abstient pourtant de toute attitude sentencieuse, bien que ses récits se concentrent sur les souffrances des personnes défavorisées. Avec son humilité et sa sensibilité, il met en valeur la subtilité et la beauté de chaque situation et permet à ses personnages de garder un sens de l'optimisme et une confiance en la bonté de l'être humain, caractéristique qui leur permet de surmonter les difficultés de la vie.